# (2592) Hunan
(2592) Hunan es un asteroide perteneciente al cinturón de asteroides, descubierto el 30 de enero de 1966 por el equipo del Observatorio de la Montaña Púrpura desde el Observatorio de la Montaña Púrpura, Nankín (China).

## Designación y nombre
Designado provisionalmente como 1966 BW. Fue nombrado Hunan en honor a Hunan provincia de la República Popular China.